# Christine Kabus

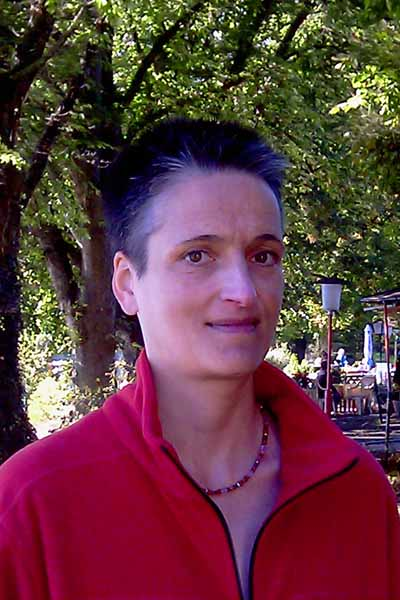
Christine Kabus (2010)

Christine Kabus (* 29. Dezember 1964 in Würzburg) ist eine deutsche Schriftstellerin, Film-Dramaturgin und Drehbuchautorin.

## Werdegang
Christine Kabus wurde am 29. Dezember 1964 in Würzburg geboren, ging in Freiburg zur Schule und studierte in München und Heidelberg Germanistik und Geschichte. Als Regieassistentin und Dramaturgin arbeitete sie an verschiedenen Theatern, bevor sie 1996 nach München und in die Film- und Fernsehbranche wechselte.
2003 machte sie sich als Drehbuchautorin und Lektorin selbstständig und schrieb für diverse Fernsehserien, bevor 2013 ihr erster Norwegenroman „Land der weiten Fjorde“ bei Bastei Lübbe erschien, dem fünf weitere folgten. Vier Bücher wurden auch ins Spanische übersetzt.
2019 wechselte sie zum Aufbau Verlag, am 8. Dezember 2020 wurde dort ihr erster Estlandroman „Zeit der Birken“ veröffentlicht.

## Veröffentlichungen
- Im Land der weiten Fjorde. Bastei Lübbe, 2013, ISBN 978-3-404-16758-6.
  - spanisch: En el corazón de los fiordos. Ediciones B, 2013, ISBN 978-84-666-5223-0.
- Töchter des Nordlichts. Bastei Lübbe, 2014, ISBN 978-3-404-16884-2.
  - spanisch: Hijas de la luz del norte. Ediciones B, 2014, ISBN 978-84-666-0196-2.
- Insel der blauen Gletscher. Bastei Lübbe, 2015, ISBN 978-3-404-17154-5.
  - spanisch: La isla de los glaciares azules. Ediciones B, 2015, ISBN 978-84-666-5707-5.
- Das Geheimnis der Mittsommernacht. Bastei Lübbe, 2016, ISBN 978-3-404-17403-4.
  - spanisch: El secreto del solsticio de verano. Ediciones B, 2016, ISBN 978-84-666-5972-7.
- Das Lied des Nordwinds. Bastei Lübbe, 2018, ISBN 978-3-404-17643-4.
- Das Geheimnis der Fjordinsel. Bastei Lübbe, 2019, ISBN 978-3-404-17848-3.
- Die Zeit der Birken. Aufbau Verlag, 2020, ISBN 978-3-7466-3544-6.
- Die Birken der Freiheit. Aufbau Verlag, 2022, ISBN 978-3-7466-3826-3.
- Das Licht der Fjorde. Aufbau Verlag, 2024, ISBN 978-3-7466-4005-1.
- Das Polarlicht Café. Aufbau Verlag, 2025, ISBN 978-3-7466-4169-0.

Drehbücher
- 2006 Serie die Küstenwache: Countdown auf See, Regisseur Ed Ehrenberg, Produktion: Opal-Film, Berlin, ZDF
- 2010 Serie da kommt Kalle: Katzenfreunde. Vandalen in Flensburg, Network Movie GmbH, ZDF

Dramaturgie/Film&Fernsehen
- 2007 Dokumentarfilm Mit den Waffen der Hanse: Ratsherren im Kampf Regie/Drehbuch Jean Zühlsdorff, NDR

Kurzgeschichten
- Trugbild. In: Weiland Buchhaus Schwerin (Hrsg.): Der Petermännchenmörder. Weiland, Schwerin 2007, ISBN 978-3-87890-124-2.

Kurz-Prosa-Veröffentlichungen
- Steinheil 16. In: Albrecht E. Mangler (Hrsg.): München schön trinken. Milena-Verlag, 2014, ISBN 978-3-902950-04-8.